# Aeroportul Gelendzhik
Aeroportul Gelendzhik (IATA: GDZ, ICAO: URKG) este un aeroport din Ghelendjik, Gelendzhik District⁠(d), Ținutul Krasnodar, Rusia ce deservește zona Ghelendjik. Aeroportul a fost tranzitat în 2018 de 294.533 de pasageri. A fost deschis în 5 iunie 2010 și numit după zona deservită.
Situat la o altitudine de 27 m, aeroportul dispune de o singură pistă.